# Pseudomys pilligaensis
Pseudomys pilligaensis es una especie de roedor de la familia Muridae.

## Distribución geográfica
Se encuentra sólo en el bosque Pilliga región de Nueva Gales del Sur, Australia.